# Richard Adrian (2e baron Adrian)
Richard Hume Adrian (16 octobre 1927 - 4 avril 1995) est un pair et physiologiste britannique.

## Biographie
Richard Hume Adrian est né à Cambridge en 1927, fils unique d'Edgar Adrian, 1er baron Adrian et de sa femme, Hester Agnes Pinsent, une travailleuse en santé mentale. Sa sœur aînée, Anne Pinsent Adrian, épouse le physiologiste Richard Keynes (un descendant direct de Charles Darwin) tandis que sa sœur jumelle, Jennet Adrian, épouse Peter Watson Campbel.
Le père d'Adrian remporte le prix Nobel en 1932, est président de la Royal Society de 1950 à 1955 et est créé baron Adrian en 1955.
En 1967, il épouse Lucy Caroe, géographe historique. Elle est la fille de l'architecte Alban Caroe et la petite-fille de WD Caröe et William Henry Bragg. Ils n'ont pas d'enfants et à sa mort en 1995, le titre de baron Adrian s'éteint.
Il est le grand-oncle de Skandar Keynes, qui joue un rôle de premier plan dans les films Chroniques de Narnia.

## Carrière
Richard Adrian fait ses études au Swarthmore College et à la Westminster School, puis étudie la médecine au Trinity College de Cambridge et à l'University College de Londres. Il poursuit des recherches avancées sur la physiologie cellulaire, devenant professeur de physiologie cellulaire à l'Université de Cambridge en 1978. Il est membre du Corpus Christi College, Cambridge (1955-1961) et du Churchill College, Cambridge (1961-81) avant de devenir maître du Pembroke College, Cambridge en 1981, jusqu'en 1992. Il sert également un mandat en tant que vice-chancelier de l'Université de Cambridge. Adrian est élu membre de la Royal Society pour ses contributions à la physiologie en 1977. En 1987, il est élu à la Société américaine de philosophie 
En 1977, il devient le deuxième baron Adrian après la mort de son père. Il est actif en politique à la Chambre des lords  siégeant en tant que cross-bencher . Il est administrateur d'un certain nombre d'institutions nationales, dont le British Museum et la British Library.